# Муратов, Михаил Иванович

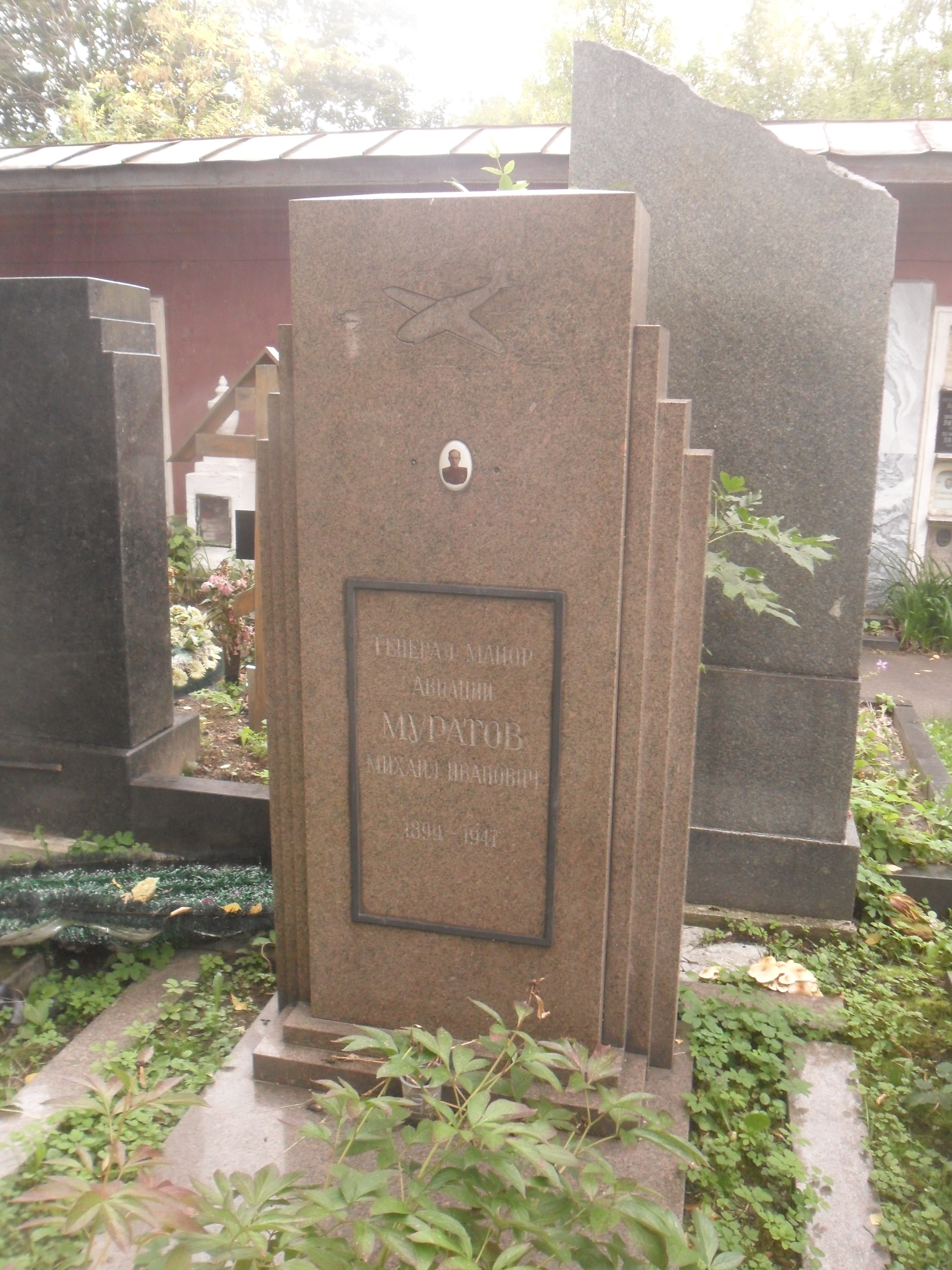
Могила Муратова на Новодевичьем кладбище Москвы.

Михаил Иванович Муратов (1899—1947) — генерал-майор Советской Армии, участник Гражданской и Великой Отечественной войн.

## Биография
Михаил Муратов родился в 1899 году. В 1919 году он был призван на службу в Рабоче-крестьянскую Красную Армию. Участвовал в боях с Добровольческой армией, подавлении Антоновского мятежа.
С мая 1936 года Муратов служил в Управлении Военно-воздушных сил РККА, в годы Великой Отечественной войны возглавлял 6-й отдел штаба ВВС. Провёл большую работу по развитию специальных вооружений и освоению его строевыми частями. Являлся автором руководства и инструкции по тактике и технике боевого применения специального вооружения, внёс большое количество предложений по совершенствованию использования зажигательных средств, что позволило авиации наносить больший урон противнику. 11 мая 1944 года Муратову было присвоено звание генерал-майора авиации.
Скончался в 1947 году, похоронен на Новодевичьем кладбище Москвы.
Был награждён орденами Ленина, Красного Знамени и Красной Звезды, рядом медалей.